# Distretto di Goms
Il distretto di Goms (in francese Conches) è un distretto del Canton Vallese, in Svizzera. Confina con i distretti di Östlich Raron, di Briga e di Westlich Raron a sud-ovest, con il Canton Berna (circondario di Interlaken-Oberhasli) a nord, con il Canton Uri a nord-est, con il Canton Ticino (distretto di Leventina) e con l'Italia (Provincia del Verbano-Cusio-Ossola in Piemonte) a sud-est. Il capoluogo è Goms.

## Geografia fisica

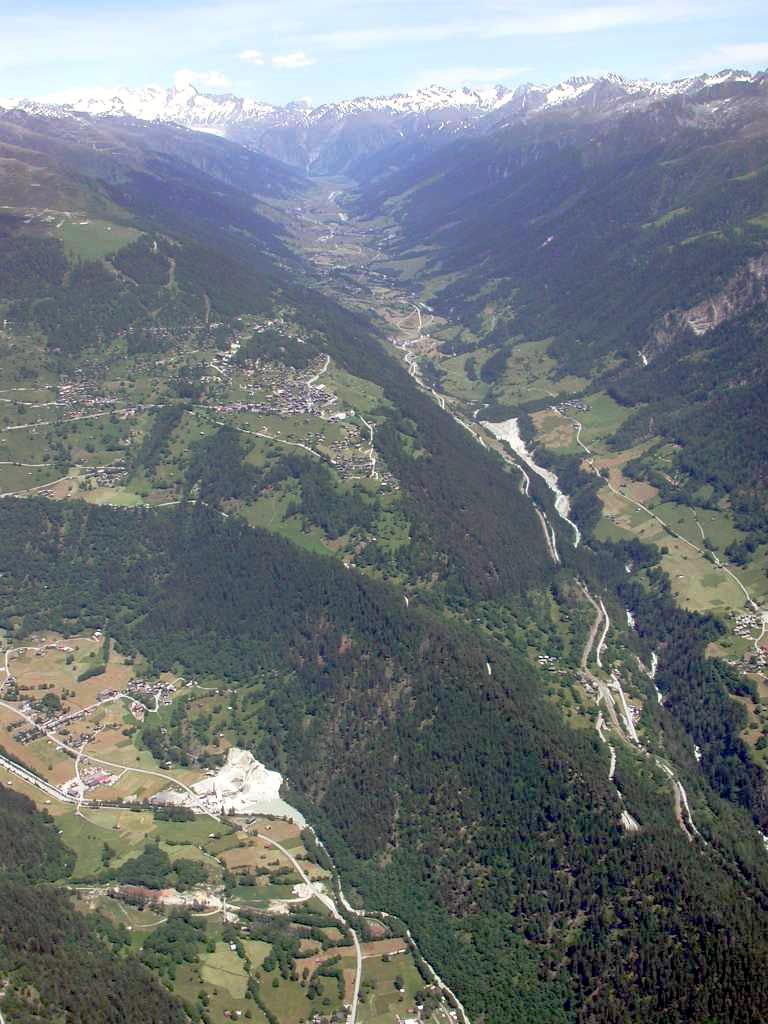
Goms vista dal deltaplano

Il distretto di Goms è il terzo distretto per superficie (dopo i distretti di Visp e di Entremont) ed il secondo distretto meno popolato (seguito solo dal distretto di Östlich Raron) del Canton Vallese.
La massima elevazione del distretto è il Finsteraarhorn (4 274 m). Altre cime comprendono l'Aletschhorn (4 195 m), la Jungfrau (4 158 m), il Mönch (4 105 m), il Gross Fiescherhorn (4 049 m) ed il Grünhorn (4 044 m).
Il fiume principale è il Rodano, che nasce dall'omonimo ghiacciaio nelle Alpi Urane. Principali affluenti nel territorio del distretto solo l'Agene, che nasce dal passo della Novena ed il Binna, che forma la Valle di Binn, principale valle laterale del distretto.

## Infrastrutture e trasporti

### Strade principali
La strada principale 19 (Briga-Glis-Andermatt-Tamins) attraversa il territorio del distretto da Lax al Passo della Furka, passando per Münster-Geschinen. La strada principale 6 (Gletsch-Passo del Grimsel-Berna) attraversa il territorio del distretto da Gletsch al Passo del Grimsel. Da Ulrichen parte la strada per il Passo della Novena ed il Canton Ticino (Airolo).

### Ferrovie
La linea ferroviaria Briga-Furka-Andermatt a scartamento ridotto, gestita dalla Matterhorn-Gotthard-Bahn, attraversa il territorio del distretto, con stazioni a Lax, Fiesch Feriendorf, Fiesch, Fürgangen-Bellwald, Niederwald, Blitzingen, Biel, Gluringen, Reckingen, Münster, Geschinen, Ulrichen, Obergesteln e Oberwald. Tra Oberwald e Realp esiste un servizio di trasporto auto su treno, in alternativa al Passo della Furka.

## Località sciistiche
- Bellwald
- Ernergalen (Ernen)

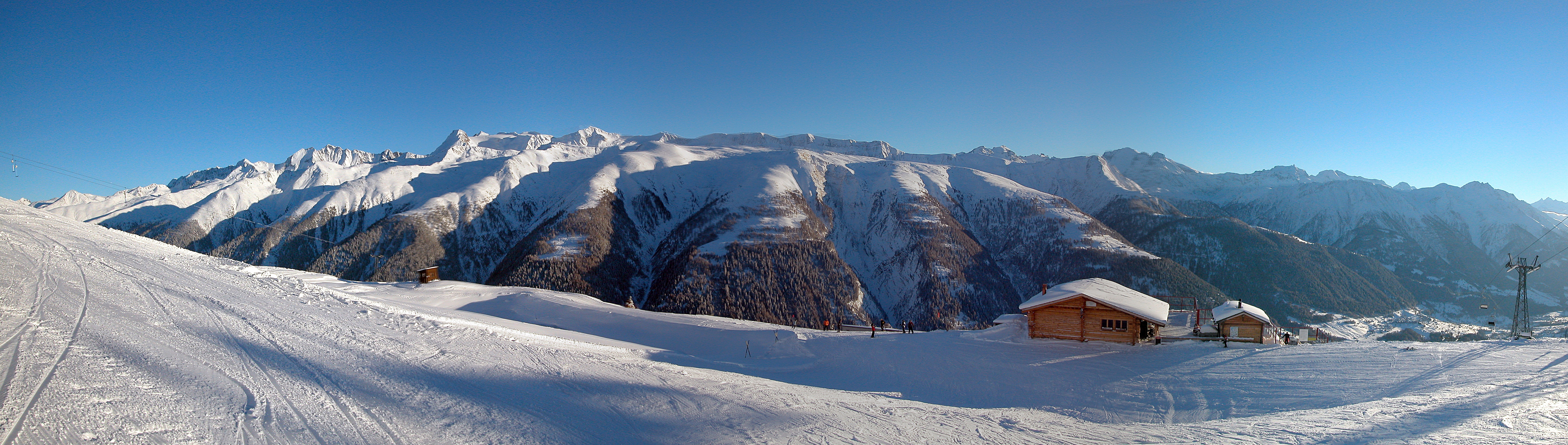
Goms, Bellwald, panorama sulla vallata

- Fiescheralp-Aletsch (Fiesch, Fieschertal, Lax)
- Hungerberg (Oberwald)
- Geschinen (Münster-Geschinen)
- Gluringen (Reckingen-Gluringen)
- Münster (Münster-Geschinen)

## Geografia antropica

### Suddivisioni amministrative
Il distretto di Goms è diviso in 8 comuni:
| Nome del comune | Popolazione (dic. 2006) | Superficie km² | Densità ab./km² |
| --------------- | ----------------------- | -------------- | --------------- |
| Bellwald        | 434                     | 13,7           | 32              |
| Binn            | 156                     | 65,0           | 2,4             |
| Ernen           | 534                     | 35,4           | 15              |
| Fiesch          | 956                     | 11,3           | 85              |
| Fieschertal     | 285                     | 173,0          | 1,6             |
| Goms            | 1 206                   | 129            | 9               |
| Lax             | 311                     | 5,0            | 62              |
| Obergoms        | 712                     | 155,60         | 4,6             |
| Totale          | 4 728                   | 588,3          | 8,0             |

## Variazioni amministrative
- 1º gennaio 2001: i comuni di Biel, Ritzingen e Selkingen si fondono nel comune di Grafschaft.
- 1º ottobre 2004: i comuni di Münster e Geschinen si fondono nel comune di Münster-Geschinen.
- 1º ottobre 2004: i comuni di Reckingen e Gluringen si fondono nel comune di Reckingen-Gluringen.
- 19 gennaio 2005: i comuni di Ausserbinn, Mühlebach e Steinhaus vengono incorporati nel comune di Ernen.
- 1º gennaio 2009: i comuni di Obergesteln, Oberwald e Ulrichen si fondono nel comune di Obergoms
- 1º gennaio 2017: i comuni di Blitzingen, Grafschaft, Münster-Geschinen, Niederwald e Reckingen-Gluringen si fondono nel comune di Goms